# 해평동 북애고택
해평동 북애고택(海平洞 北厓故宅)은 대한민국 경상북도 구미시 해평면 해평리에 있는 고택이다. 1983년 6월 20일 경상북도의 민속문화재 제41호로 지정되었다.

## 지정 사유
조선 정조 12년(1788)에 농수재 최광익(聾睡齋 崔光翊: 1731~1795)이 둘째 아들인 최승우(崔昇羽:1770~1841)를 위해 지었으나 그 형인 최성우(崔成羽:1762~1802)와 집을 바꾸었다고 전한다.
북애라는 명칭은 건너편에 위치한 쌍암고택(국가민속문화재 제105호)에서 이 집을 바라볼 때 북쪽 언덕에 있다하여 지어진 이름이다.
一자형 사랑채와 중문간채, ㄷ자형 안채가 남향으로 배치되었는데, 쌍암고가와 같은 형식이다. 원래는 대문간채와 사당도 있었다고 하나 현재는 남아있지 않다.
사랑채는 앞면 4칸·옆면 2칸으로 서쪽에는 2칸의 사랑방을 두고, 동쪽에는 대청 그 뒤로는 마루방을 두었다.
중문간채는 앞면 7칸·옆면 1칸인 一자형 집으로 오른쪽부터 헛간·고방·마루·창고가 있고 가장 왼쪽에 중대문이 있다. 중문간채와 마주한 안채는 6칸 대청을 중앙에 두고 동북쪽에 골방이, 앞쪽에 안방과 2칸의 부엌이 배치되어 있다. 부엌 위에는 안방에서 출입할 수 있는 다락이 있으며 마루를 깔았다. 대청의 남서쪽에는 3칸의 상방과 그 앞 동쪽으로 2칸의 안사랑과 1칸의 마루를 두었다. 마루는 전면이 남쪽으로 개방되어 있고 안마당과 중문간 쪽으로는 벽체를 세웠는데, 안마당 쪽으로 시선이 가지 않도록 한 점이 돋보이는 건물이다.

## 세부 내역
| 번호   | 사진 | 명칭            | 소재지                        | 관리자 (단체) | 지정일               | 참조 |
| 41-1호 |      | 안채 (안채)     | 경북 구미시 해평면 해평리 318 | .             | 1983년 6월 20일 지정 |      |
| 41-2호 |      | 사랑채 (사랑채) | 경북 구미시 해평면 해평리 318 | .             | 1983년 6월 20일 지정 |      |

## 같이 보기
- 구미 쌍암 고택 - 국가민속문화재 제105호

## 참고 자료
- 해평동 북애고택 - 국가유산청 국가유산포털